# Чагорська сільська територіальна громада
Чагорська сільська громада — територіальна громада України, у Чернівецькому районі Чернівецької області. Адміністративний центр — село Чагор.
Площа громади — 50,25 км², населення — 10 155 мешканців (2018).
Утворена 2019 року шляхом об'єднання Луковицької, Молодійської та Чагорської сільських рад Глибоцького району.

## Населені пункти
До складу громади входять 4 села: Кут, Луковиця, Молодія та Чагор.